# Concilios budistas

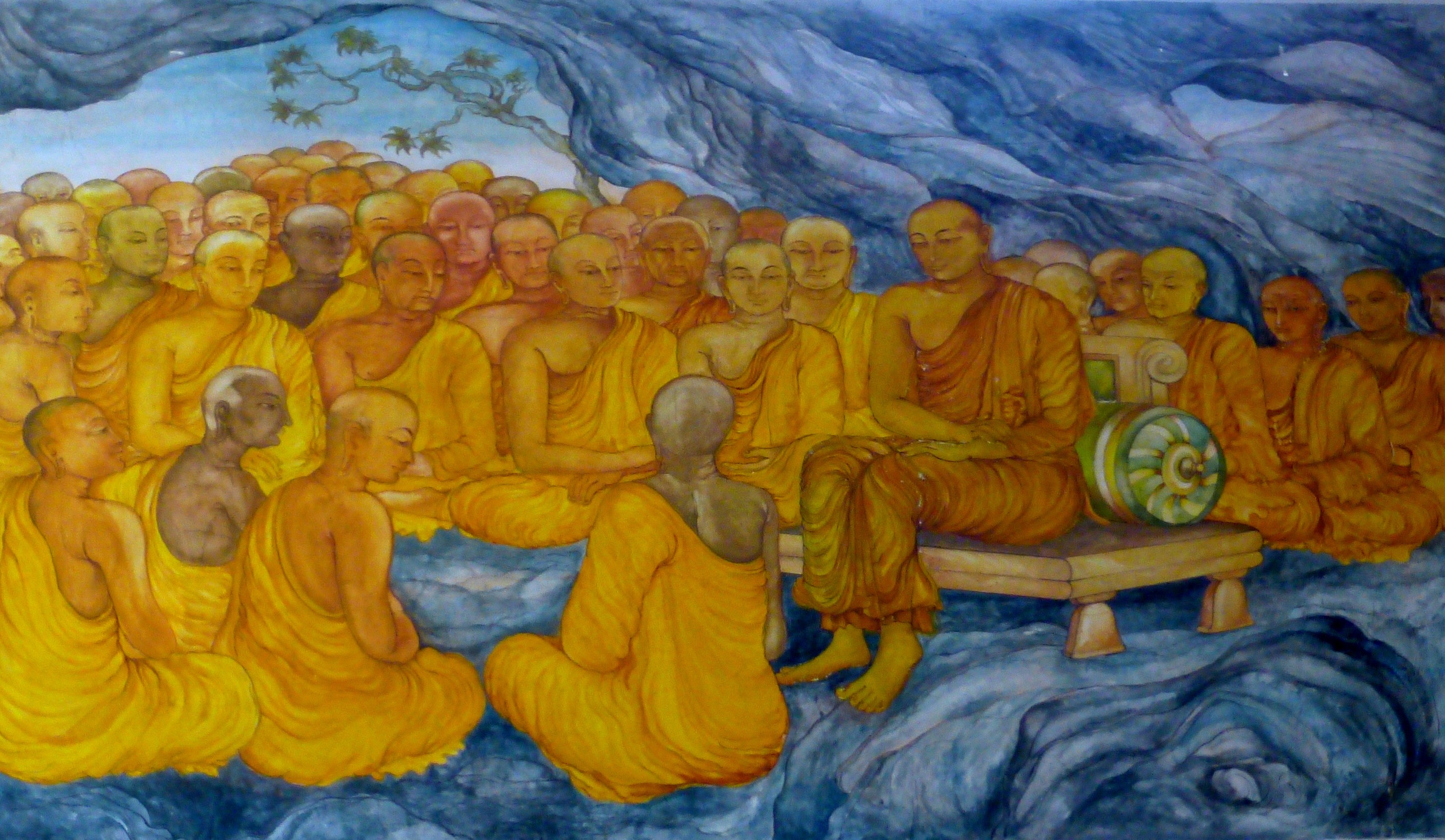
Primer Consejo Budista

Concilios Budistas (sánscrito samgiti; japonés ketsuju) fueron asambleas de monjes realizadas después del fallecimiento del Buda Shakyamuni para compilar y confirmar las enseñanzas de Buda a la vez que para asegurar su preservación y trasmisión exacta. Se dice que cuatro de estas asambleas fueron realizadas en el periodo de quinientos años después del fallecimiento del Buda.
La palabra sánscrita samgiti significa cantar o recitar al unísono y refleja el método a través del cual las enseñanzas del Buda fueron trasmitidas de una generación a la siguiente durante ese periodo, esto es, a través de memorización y recitación, en lugar de mediante documentos escritos.

## Primer Concilio Budista
El Primer Concilio Budista fue realizado poco después del fallecimiento de Shakyamuni con el apoyo del Rey Áyata Shatru en la cueva de Las Siete Hojas cerca de Rajagriha en Magadha, India. Alrededor de quinientos monjes (mil según otras fuentes) participaron bajo el liderazgo de Mahakashyapa. Se dice que Ananda recitó los sutras y Upali recitó los vinaya, o reglas monásticas de disciplina. Los otros confirmaron la veracidad de su recitación y luego la recitaron al unísono, estableciendo entonces una versión definitiva.

## Segundo Concilio Budista
El Segundo Concilio Budista fue realizado cien años después del Primer Concilio, cuando setecientos monjes liderados por Yasa se reunieron en Vaishali, India. Es por eso también conocido como “La Reunión de Setecientos Monjes”. En aquel momento los monjes de la tribu Vriji en Vaishali estaban abocados a una interpretación más liberal de los preceptos, un movimiento que disturbó a muchos de los monjes más ancianos, más conservadores. El concilio realizado por Yasa condenó dicha interpretación, pero la controversia sobre este problema eventualmente llevó a la primera secesión en la Orden Budista (la tradición en Kashmir dice que fue la falta de acuerdo sobre el tema de las cinco enseñanzas de Mahadeva lo que llevó a la secesión).

## Tercer Concilio Budista
El Tercer Concilio Budista fue realizado con el apoyo del Rey Ashoka en Pataliputra unos cien años después del Segundo Concilio. Mil monjes bajo el liderazgo de Moggaliputta Tissa se reunieron para aclarar confusiones y corregir malas interpretaciones en las enseñanzas budistas. Se dice que en esta asamblea los trabajos abhidharma, o comentarios y tratados fueron compilados e incorporados en las tres divisiones del canon budista.

## Cuarto Concilio Budista
El Cuarto Concilio Budista fue realizado en Kashmir bajo el patronazgo del Rey Kanishka unos doscientos años después del Tercer Concilio. Unos quinientos monjes dirigidos por Vasumitra revisaron el canon y establecieron una versión definitiva. “El Gran Comentario del Abhidharma” es atribuido a este concilio. 